# Projekt 1710
Das Projekt 1710 „Markel“ (NATO-Code: Beluga) war eine Klasse russischer, dieselelektrisch angetriebener U-Boote.
Vom Projekt 1710 gab es nur ein Exemplar, den Prototyp S-533 Forel. Dies ist in der sowjetischen U-Boot-Flottengeschichte nicht ungewöhnlich, da Neuentwicklungen und Verbesserungen ständig in kleinen Serien an die Flotte weitergereicht wurden.
Über die S-533 ist wenig bekannt. Gebaut wurde das U-Boot von der Admiralitäts-Schiffswerft in Sankt Petersburg, wurde 1987 in Dienst gestellt und hatte eine Länge von etwa 65 Metern. Es handelte sich wohl um den Versuch, einen Nachfolger für die erfolgreiche, jedoch etwas in die Jahre gekommene Projekt 877 zu projektieren, da moderne Design-Elemente (Hüllenform sehr ähnlich dem Projekt 945, modernere Sensorik, möglicherweise auch ein außenluftunabhängiges Antriebssystem) mit der klassischen nichtatomaren Antriebsart kombiniert wurden. Die Attraktivität der konventionellen Antriebsweise liegt in ihrer Sicherheit, den günstigen Anschaffungs- und Betriebskosten und ihrer Eignung für den Export.
Der Prototyp wurde wahrscheinlich 1998 außer Dienst gestellt und lag einige Zeit in einer Abwrackwerft in Inkerman bei der Marinebasis in Sewastopol. Die S-533 war in sehr schlechtem Zustand. Einige Zeit später wurde das Boot dort abgewrackt.